# Lug Subotički
Lug Subotički – wieś w Chorwacji, w żupanii osijecko-barańskiej, w gminie Koška. W 2011 roku liczyła 335 mieszkańców.